# 諾福克南方鐵路龐恰特雷恩湖棧橋
諾福克南方鐵路龐恰特雷恩湖棧橋（英語：Norfolk Southern Lake Pontchartrain Bridge）是一條位於美國路易斯安那州新奧爾良龐恰特雷恩湖的單軌上開棧橋，由諾福克南方鐵路擁有。棧橋全長5.8英里（9.3），是美國最長的鐵路橋，及世上最長的水上鐵路橋。
大橋主要被諾福克南方鐵路用作貨運鐵路服務，此外美鐵新月號列車每天都會行駛此棧橋，各方向各行駛一次。

## 參看
- 世界大桥列表

## 外部連結
- 諾福克南方鐵路官網 （页面存档备份，存于）

30°11′0″N 89°51′8″W / 30.18333°N 89.85222°W